# Мобильные ГТЭС
АО «Мобильные ГТЭС» (полное наименование — Акционерное общество «Мобильные газотурбинные электрические станции») — российская компания, работающая в энергетической сфере. Основное направление деятельности — размещение и эксплуатация мобильных газотурбинных электрических станций (мобильных ГТЭС) для поддержания надёжного и бесперебойного электроснабжения потребителей в зонах пиковых нагрузок и энергодефицитных районах, участие в электроснабжении мероприятий особой важности.
АО «Мобильные ГТЭС» является участником оптового рынка электроэнергии и мощности. С 3 октября 2008 года входит в Палату производителей электроэнергии НП «Совет рынка».
Является дочерним обществом ФСК ЕЭС.

## История
Акционерное общество «Мобильные ГТЭС» было создано в 2006 году как дочернее предприятие РАО «ЕЭС России». Целью организации являлось создание комплекса мобильных электростанций для размещения в наиболее проблемных точках единой энергосистемы России.
Необходимость в мобильном генерирующем оборудовании была выявлена после блэкаута в Московской энергосистеме 2005 года. В 2007 году было введено в эксплуатацию 10 мобильных ГТЭС, которые первоначально были установлены в Московской области. За последующие годы мобильные установки использовались в Республике Хакасия после аварии на Саяно-Шушенской ГЭС, при ликвидации землетрясения в Республике Тыва, в периоды пиковых нагрузок в Краснодарском крае, для повышения надёжности изолированной энергосистемы Калининградской области. На время проведения Сочинской олимпиады девять мобильных установок суммарной мощностью 202,5 МВт были установлены в Сочинском энергорайоне.
С 2014 года 13 мобильных газотурбинных станций стали играть существенную роль в энергетической безопасности Республики Крым. Они страховали энергосистему региона, а во время энергоблокады полуострова несли полную нагрузку в базовом режиме и покрывали до 70 % потребностей региона в электроэнергии, пока не был введён в действие энергомост Кубань — Крым. После появления на полуострове в 2019 году 940 МВт генерирующей мощности Балаклавской и Таврической ТЭС востребованность в резервной мощности мобильных ГТЭС отпала. Однако по состоянию на 2020 год они продолжают базироваться в Крыму, место их дальнейшей работы не определено. Обсуждается вопрос о формировании на их основе федерального мобильного резерва мощности.
Мобильные энергоустановки компании использовались для надёжного энергоснабжения площадок проведения международных форумов (ПМЭФ, ВЭФ и др.), Универсиады-2019 в Красноярске.
Отмечается возможность использования мобильных ГТЭС для временного энергоснабжения космодрома Восточный.

## Структура
В состав АО «Мобильные ГТЭС» входят 19 МГТЭС суммарной мощностью 427,5 МВт. Установленная мощность каждой установки — 22,5 МВт.
По состоянию на конец 2017 года 12 мобильных ГТЭС размещены в Республике Крым, 6 установок в Севастополе и 1 установка в Новороссийске.
С 1 октября 2020 года АО «Мобильные ГТЭС» переданы в эксплуатацию муниципальные энергообъекты на острове Кунашир Сахалинской области, компании присвоен статус гарантирующего поставщика на территории острова. Также компания реализует проекты установки дизель-генераторных установок на острове Шикотан. 